# Patrizia Finucci Gallo
Patrizia Finucci Gallo (27 novembre 1973) è una scrittrice e giornalista italiana, docente di scrittura creativa a Bologna.

## Biografia
Ha collaborato con il quotidiano l'Unità e in seguito alla Rai Emilia-Romagna. 
Il suo primo romanzo Sesso in videotel ha ispirato il film Viol@ interpretato da Stefania Rocca e diretto da Donatella Maiorca. Tra i suoi libri si ricordano Il pudore dei sentimenti per le edizioni Pendragon, Guida ai piaceri di Bologna edizioni il Fenicottero scritto insieme a Francesca Mazzucato, Gli ultimi peccati Sperling & Kupfer editori, la raccolta di racconti La prima volta edizioni ES, Laboratorio di scrittura femminile Gruppo Perdisa editore, un saggio ricco di consigli sull'attività dello scrivere e con lo stesso editore Io non mordo ve lo giuro – Storie di donne immigrate in Italia. Nel 2010 pubblica I love Islam', tradotto in diverse lingue.
Dal 1998 dirige la Harriette Stanton Blatch, atelier di scrittura creativa. 
Numerosi gli eventi di contaminazione culturale che ha organizzato, fra questi il concorso letterario scrittura e moda in collaborazione con il brand Emmanuel Schvili e il concorso letterario Parole Amazzoni, ideato insieme alla società Hippo Group di Bologna, dedicato alle donne amazzoni che corrono all'ippodromo. 
Impegnata sul versante femminile Patrizia Finucci Gallo lavora per diffondere la cultura delle donne attraverso la community da lei creata, Rosa Stanton.

## Opere
- Sesso in Videotel (editoriale città del libro, Pontremoli, ottobre 1992)
- Il pudore dei sentimenti (edizioni Pendragon, Bologna, luglio 1993)
- Gli ultimi peccati (Sperling & Kupfer, 1996)
- SeXual (Pizzo Nero, Modena, gennaio 1997)
- La Guida ai piaceri di Bologna (edizioni il Fenicottero, Bologna, 1998)
- La prima volta (ES - ars amandi - Milano, aprile 1999)
- Guai se le donne si tolgono le mutande (Pizzo Nero - Black Lace, Modena, novembre 1999)
- Laboratorio di Scrittura al femminile (Alberto Perdisa Editore, Bologna, 2003)
- Io non mordo ve lo giuro (Alberto Perdisa Editore, Bologna, 2006)
- I love Islam (Newton Compton, maggio 2010)
- Patrizia Finucci Gallo, Alessandro Nicolì Cotugno, Reginette per scelta. Vademecum per aspiranti reginette che verosimilmente rimarranno aspiranti. I profumi (livre de chevet allegato al profumo Reginette di Coquillete Paris)[1]